# Assassin's Creed Syndicate
Assassin's Creed Syndicate este un joc video istoric de acțiune-aventură, open world și stealth, dezvoltat de Ubisoft Quebec și publicat de Ubisoft, ce s-a lansat pe 23 octombrie 2015 pentru platformele PlayStation 4 și Xbox One, și pe 19 noiembrie 2015 pentru Microsoft Windows. Este al nouălea joc din ramura principală a seriei Assassin's Creed și succesorul jocului din 2014, Assassin's Creed Unity.
Acțiunea poveștii are loc într-o istorie ficțională a evenimentelor din viața reală și urmărește bătălia dintre Asasini, care luptă pentru pace prin libertate, și Templieri, care doresc pace prin control. Acțiunea are loc în Londra, în anul 1868, în timpul Revoluției Industriale, și se concentrează pe povestea a doi frați gemeni, Jacob și Evie Frye. Aceștia sunt puși față-în-față cu crima organizată din Londra epocii victoriene. Designul open world le permite jucătorilor să exploreze liber harta. 
Jocul păstrează tipul third-person și explorarea open world a seriei, dar conține și noi sisteme de călătorie, precum și noi metode de luptă și stealth. Spre deosebire de predecesorii săi, dar la fel ca primele două jocuri din serie, Syndicate nu conține niciun mod multiplayer.
Assassin's Creed Syndicate a primit, per total, recenzii pozitive. Criticii au lăudat înfățișarea personajelor principale, în special a gemenilor Frye și a antagonistului, dar au criticat sfârșitul mediocru, precum și gameplay-ul repetitiv și vechi, dar și mecanica misiunilor, cu toate acestea spunând ca este mai bun decât cel al lui Unity. Assassin's Creed Syndicate a fost nominalizat la multiple premii în 2015, inclusiv la cel pentru acțiune-aventură de la The Game Awards. A fost urmat de Assassin's Creed Origins, lansat în octombrie 2017.

## Gameplay
Assassin's Creed Syndicate este un joc de acțiune-aventură, jucat din perspectiva third-person, care conține elemente de gameplay similare jocurilor anterioare ale seriei. Jucătorii trebuie să completeze misiuni pentru a avansa în poveste. În afară de aceste misiuni, jucătorul poate explora liber harta open world. Lumea din Assassin's Creed Syndicate constă din șapte cartiere ale Londrei victoriene și este mult mai mare decât cea din jocurile anterioare. Misiunile opționale sunt proiectate pentru a reflecta lupta pentru putere din Londra și sunt într-o strânsă legătură cu misiunile principale. Pentru a fi în ton cu contextul istoric care se aseamănă cu prezentul, gărzile orașului din iterațiile anterioare sunt înlocuite de poliția epocii victoriene, care va ataca rar jucătorul, doar dacă o crimă se petrece sub ochii lor; inamicii prinicipali ai jucătorului sunt o gașcă de stradă controlată de Templieri. numită "Blighters." 

Jucătorii pot traversa Londra cu ajutorul trăsurilor, care pot fi pilotate sau doar ocupate.

Jucătorul își poate asuma rolul a două personaje: gemenii Jacob și Evie Frye. Personajul masculin, Jacob Frye, este mai specializat în lupta corp-la-corp, în timp ce sora lui geamănă, Evie, este mai inteligentă și mai specializată pe lupta stealth. În plus, Evie este primul protagonist feminin al seriei. Principalele arme din Syndicate sunt boxul, un revolver compact, șișul și un kukri nepalez. Își vor face debutul și noi metode de călătorie, precum lansatorul de frânghie, ce îi va permite jucătorului să se urce pe clădiri, dar și să creeze o tiroliană între acestea. Alte metode includ trăsurile, care pot fi pilotate sau doar ocupate de către jucător, și trenurile, acestea din urmă servind ca bază principală pentru jucători, pe tot parcursul jocului. Acoperișurile trăsurilor pot fi folosite pentru lupte sau parkour. Jocul nu are niciun fel de mod multiplayer și nu conține nici companion app-ul introdus în Assassin's Creed IV: Black Flag.

## Intrigă

### Cadrul
În 1868, la finele Revoluției Industriale, atunci când marea parte din Asasini a fost eradicată, gemenii Jacob (Paul Amos) și Evie Frye (Victoria Atkin) pleacă din orașul Crawley, cu destinația Londra. La sosire, ei găsesc un oraș controlat de Templieri, iar atât Biserica, cât și Monarhia, își pierdeau puterea. Crescuți ca Asasini care își urmează Ordinul, scopul lui Jacob și al lui Evie este de a lua orașul înapoi de la Templieri și de a-i înfrânge pe criminalii din capitala britanică. Ei sunt ajutați în lupta lor de personaje notabile ale epocii, precum scriitorul Charles Dickens, biologul Charles Darwin, inventatorul Alexander Graham Bell, gânditorul politic Karl Marx, infirmiera Florence Nightingale, Duleep Singh (ultimul maharajah al Imperiului Sikh), sergentul de la Serviciul Metropolitan de Poliție, Frederick Abberline (cunoscut pentru investigația sa asupra lui Jack Spintecătorul) și regina Victoria. În plus, nepoata lui Jacob, Lydia Frye (Lisa Norton), apare într-un segment separat din Primul Război Mondial, unde îl ajută pe Winston Churchill să apere Londra în fața unei noi facțiuni inamice de spionaj.

### Povestea
În prezent, jucătorul Helix, acum inițiat al Asasinilor, este contactat de Bishop din Frăția Asasinilor, și este însărcinat cu aflarea memoriilor a doi Asasini gemeni, Jacob și Evie Frye, și cu găsirea unei Piese a Edenului ascunsă în Londra. Între timp, Rebecca Crane și Shaun Hastings s-au infiltrat într-un edificiu Abstergo și, nerespectând ordinele primite, decid să spioneze o întâlnire secretă a Templierilor.
În 1868, Henry Green—născut Jayadeep Mir, fiu al unui Asasin indian, Arbaaz Mir—scrie Frăției Asasinilor, cerând ajutor, explicând cum Ordinul Asasinilor a decăzut în Londra, lăsând orașul la mila Marelui Maestru al Templierilor, Crawford Starrick, care controlează industria Londrei și lumea criminală a acesteia, și plănuiește să obțină controlul Marii Britanii și al lumii. În afara Londrei, gemenii Frye își încep munca; Jacob asasinează un șef de fabrică corupt, Rupert Ferris, iar Evie se inflitrează într-un laborator deținut de David Brewster și ocultista Templieră Lucy Thorne. Înăuntru, Evie îl găsește pe Brewster făcând experimente pe o Piesă a Edenului și îl asasinează. Brewster îi spune că Starrick știe despre o a doua Piesă a Edenului, una mai puternică, timp în care prima devine instabilă și explodează, forțând-o pe Evie să fugă. Cu amândouă misiuni îndeplinite, gemenii Frye decid să nu se supună ordinelor date de Frăție și pleacă spre Londra. În prezent, Rebecca și Shaun spionează întâlnirea dintre Isabelle Ardant și Alavara Gramatica. Rebecca și Shaun încearcă să o captureze pe Isabelle, dar foștii lideri ai Sigma Team, precum și Maestrul-Templier Otso Berg, și Violet de Costa, sunt acolo pentru a-i prinde pe cei doi. Cu toate acestea, ei reușesc să fugă.
Înapoi în trecut, gemenii Frye ajung în Londra și se întâlnesc cu Henry Green, veche cunoștință a tatălui lor. Cei doi au idei diferite despre cum să elibereze Londra, Jacob sugerând să se lupte direct cu Templierii, în timp ce Evie sfătuiește la găsirea Piesei Edenului mai întâi. Ei acceptă, până la urmă, să elibereze cartierele Londrei prin învingerea brigăzilor de criminali controlate de Templieri, sabotând afacerile controlate de aceștia, asasinând membrii importanți ai Ordinului, dar și prin formarea unei brigăzi proprii, numită Escrocii. Pe parcursul jocului, ei primesc ajutor din partea a diferite personaje: Charles Dickens, Frederick Abberline, Alexander Graham Bell, Florence Nightingale, Edward Hodson Bayley și un tânăr Arthur Conan Doyle.
Jacob decide să investigheze misteriosul "Soothing Syrup", pe care Starrick îl distribuie prin toată Londra și otrăvește populația. El îl întâlnește pe Charles Darwin, care investighează și el, la rândul lui, siropul. Împreună, ei distrug fabrica care produce siropul și îl interoghează pe Richard Owen, care îi informează că John Elliotson producea siropul. Jacob și Darwin se îndreaptă, apoi, către azilul Lambeth, unde Jacob îl asasinează pe Elliotson. În continuare, Jacob decide să o asiste pe Pearl Attaway, unul dintre competitorii lui Starrick în afacerea cu siropul. El îi sabotează compania și îi asasinează șeful, pe Malcolm Millner. Cu toate acestea, Millner îl avertizează pe Jacob că Starrick și Attaway sunt veri și că Attaway face parte din Ordinul Templierilor, după care Jacob îl asasinează pe Attaway. Jacob află, apoi, că bancherul Templier Philip Twopenny plănuiește să jefuiască rezerva de aur a Băncii Angliei. Cu ajutorul lui Abberline, Jacob intră în Bancă și-l asasinează pe Twopenny. Jacob se îndreaptă, apoi, către Parlament pentru a preveni un plan de asasinare al prim-ministrului britanic, Benjamin Disraeli, care încearcă aprobarea legii Corrupt Practices Act. Jacob asasinează creierul acțiunii, pe lordul de Cardigan. 
Jacob este, apoi, contactat de Maxwell Roth, liderul brigăzii Blighters, controlate de Templieri. Roth se oferă să-i trădeze pe Templieri și să formeze o alianță cu Escrocii, iar Jacob acceptă. După ce îl ajută pe Roth în câteva misiuni împotriva lui Starrick, Jacob rupe alianța dintre cei doi atunci când Roth îl păcălește să plaseze o bombă într-o clădire plină cu copii. Jacob se infiltrează în sediul lui Roth de la teatrul Alhambra și îl asasinează.
Între timp, Evie, căutând Piesa Edenului, reușește să fure un jurnal al Asasinilor de la Thorne. Analizând jurnalul, Evie descoperă că acesta se referă la Giulgiul Edenului, una dintre Piesele Edenului, care poate vindeca orice rană. Ea urmărește indiciile până la casa lui Edward Kenway, unde găsește o hartă cu locațiile tuturor seifurilor ascunse din Londra. Evie trece, în investigația sa, prin locuri faimoase, precum Monumentul Marelui Incendiu din Londra și Catedrala Sf. Paul. Ea obține cheia necesară pentru deschiderea seifului în care se află Giulgiul, dar este furată de către Thorne. Evie se îndreaptă apoi către Turnul Londrei, unde este localizat seiful și o asasinează pe Thorne. Aceasta îi spune că Giulgiul nu se află în Turn și că Asasinii nu au nicio idee cât de puternic este acest Giulgiu, după care moare. Green crede că adevăratul seif este ascuns înăuntrul Palatului Buckingham, și îi cere ajutorul maharajahului Duleep Singh în găsirea schematicii clădirii. Din nefericire, Templierii reușesc să găsească primii schematica. Pe lângă căutarea Giulgiului, Evie ajută și la îndreptarea consecințelor neintenționate ale asasinărilor lui Jacob, precum deficitul de medicamente și inflația. 
Cu toți subalternii morți, Starrick decide să obțină Giulgiul personal. Jacob și Evie ajung, apoi, să se certe, pe de o parte pentru nechibzuința lui Jacob și, pe de altă parte, pentru aparenta inerție a lui Evie. Henry îi avertizează pe gemeni că Starrick plănuiește să intre în Palatul Buckingham pentru a fura Giulgiul, dar și pentru a-i omorî pe toți șefii de stat și de biserică ai Marii Britanii. Cei doi gemeni Frye acceptă să lucreze împreună pentru a-l opri pe Starrick înainte de a se despărți. Gemenii se infiltrează într-un bal ținut la palat, unde o întâlnesc pe regina Victoria, dar și pe Starrick însuși. Starrick ajunge înaintea lor la seif și obține Giulgiul, care îi garantează puteri supraomenești și regenerare a vieții. Lucrând împreună, gemenii Frye reușesc să-l înfrângă și să-l omoare pe Starrick. După luptă, Jacob și Evie înapoiază Giulgiul în seif, se împacă, și acceptă să lucreze împreună în continuare. În semn de recunoaștere, regina Victoria le dăruiește Ordinul Cavaleresc lor și lui Green. 
În prezent, cu locația Giulgiului confirmată, Shaun, Rebecca și Galina se îndreaptă către seif. Din păcate, Templierii ajung acolo înaintea lor, și, în ciuda ambuscadei Asasinilor, Templierii reușesc să fugă cu Giulgiul, iar Rebecca este împușcată și rănită. Prin hăcuirea calculatorului lui Isabelle, Asasinii află că Templierii plănuiesc să folosească Giulgiul pentru a crea un Precursor în viață. Înregistrarea mai arată și că Iuno plănuiește să manipuleze Abstergo din umbră, dar și că Ea are planurile ei proprii cu Giulgiul. Iuno îl contactează pe Inițiat printr-o simulare care îl conduce spre un nou segment de amintire, cel a lui Lydia Frye, unde ea urmărește și omoară un Înțelept în timpul unei Londre răvășite de Primul Război Mondial.

#### The Dreadful Crimes
Gemenii Frye sunt abordați de Henry Raymond, un scriitor de romane ieftine, precum și de ucenicul său, un Arthur Conan Doyle tânăr. Ei fac echipă pentru a investiga o serie de crime petrecute în Londra; ei vizitează scenele crimelor, adună dovezi, intervievează martori și suspecți, și rezolvă crimele prin acuzarea făptașilor adevărați.
Gemenii sunt chemați la Palatul Buckingham de către Regina Victoria, pentru a rezolva moartea unui dintre străjerii ei. Este dezvăluit că, de fapt, Raymond și-a asumat rolul de străjer și și-a înscenat moartea, pentru a fura Sceptrul Reginei, observând de aproape combinația seifului în care se află acest Sceptru. El a lăsat și o serie de indicii false în palat, care sugerau o amenințare cu bombă, pentru a-și acoperi evadarea. Cu toate acestea, Doyle și-a dat seama de acest plan și a hotărât să-l oprească, dar a fost luat ostatic. Unul dintre gemeni reușește să-l distragă pe Raymond, iar celălat se furișează și-l omoară, după care cei doi gemeni îl salvează pe Doyle și recuperează Sceptrul. Ulterior, gemenii Frye îl încurajează pe Doyle să-și încerce norocul în a scrie povești polițiste.

#### The Last Maharaja
După o conversație neplăcută cu Duleep Singh, în legătură cu lipsa de implicare pentru oamenii din India, Henry Green decide să ceară ajutorul gemenilor Frye pentru a-l convinge pe maharajah să-și revendice locul de baștină. Gemenii reușesc să recupereze scrisoarea lui Singh către mama sa, interceptată cu ceva timp în urmă de către Compania Britanică a Indiilor de Est sub pretextul de a opri orice corespondență. Scrisoarea îl convige pe Singh că trebuie să acționeze.
Singh le spune gemenilor să localizeze și să recupereze aurul Punjabi, după care el va aranja ca acesta să se întoarcă în India. Apoi, el propune recuperarea diamantului Koh-i-Noor, care se află în posesia Reginei Victoria și ținut în Turnul Londrei. Gemenii îndeplinesc obiectivul prin infiltrarea la un bal ținut acolo; cu toate acestea, Henry arată că diamantul pe care ei l-au recuperat este doar o replică, iar adevăratul Koh-i-Noor este, de fapt, în mâinile Asasinilor din India, mulțumită tatălui lui Jayadeep, Arbaaz Mir.
Gemenii se îndreaptă către o fabrică a Companiei Britanice a Indiilor de Est și încheie producerea de arme biologice. În acest timp, ei descoperă și că Brinley Ellsworth, un prieten apropiat al lui Singh, se află în spatele comploturilor împotriva maharajahului. Singh aranjează o întâlnire, unde îl confruntă pe Ellsworth. Cu ajutorul lui Evie, străjerii sunt îndepărtați, iar Ellsworth este subjugat. Cu toate acestea, în timp ce Evie se pregătea să-l asasineze pe Ellsworth, ea este oprită de Singh, care alege să-l cruțe. Singh le mulțumește gemenilor pentru contribuția lor, după care se desparte de ei, acesta continuând să lupte pentru moștenirea sa.

#### Jack the Ripper
Povestea începe în anul 1888, atunci când Asasinul Jacob Frye se întâlnește cu dl. Weaversbrook, pe care Jacob îl avertizează să nu publice scrisorile lui Jack, acesta încercând să împrăștie frica în Londra. El află după de o altă crimă și se duce să investigheze. Jacob se duce după Spintecător, însă cel din urmă începe prin să-l urmărească, după care îl și atacă. După ce Spintecătorul îl urmărește pe Jacob, este dezvăluit că el îl cunoaște personal pe Jacob, și că este în posesia abilităților de Asasin. După ce scapă, Jacob ajunge în locul unde este cazat, dar Spintecătorul îl atacă din nou, Jacob fiind, aparent, omorât.
După acest incident, sora lui Jacob, Evie Frye, se întoarce din India, și este întâmpinată de inspectorul Frederick Abberline, care o informează că Jacob a dispărut și este presupus mort. Îi mai spune și că ea ar putea fi ultimul Asasin rămas în Londra, dar și singurul capabil să-l oprească pe Spintecător. După ce îi găsește lucrurile lui Jacob, Evie ia niște unelte non-letale, folosite de Frăția Indiană. Ea deduce și că Asasinul este, de fapt, unul dintre Inițiații lui Jacob. După aceea, ea îi omoară pe locotenenții Spintecătorului, cei care îl ajutau să comită crimele și eliberează niște prizonieri pe care el îi ținea ostatici. În tot acest timp, Spintecătorul o urmărește pe Evie.
Având loc și alte crime, Evie este obligată să-l găsească pe Spintecător cât mai repede; după ultima crimă a Spintecătorului, Abberline îi dă un ultimatum: dacă nu îl va putea prinde pe Spintecător, el nu va putea opri arestarea ei pentru crimele întâmplate. Ea reexaminează scenele tuturor crimelor și descoperă indicii ascunse care duc către el, precum și faptul că toate femeile omorâte erau Asasini. Ea găsește și un mesaj lăsat de Spintecător, în care se dezvăluie că nu l-a iertat nici acum pe Jacob pentru că nu a reușit să-i protejeze mama de moarte, cauzată de oamenii lui Starrick. Evie își dă seama că Spintecătorul o așteaptă la azilul Lambeth, unde a fost închis înainte ca Jacob să-l recruteze în Frăție. Între timp, Spintecătorul se întoarce la azil și îi omoară pe foștii torționari. Evie ajunge la puțin timp după Spintecător și îl omoară în luptă. După aceea, ea îl găsește pe Jacob închis și încă în viață. Cu Spintecătorul mort, Abberline acceptă să mușamalizeze identitatea acestuia, pentru a proteja Frăția.

#### Time Anomaly
La puțin timp după evenimentele din DLC-ul Jack the Ripper, Jacob se căsătorește și are un fiu, care este și el inițiat în Frăție. Se însoară și el la rândul lui, și are ulterior un copil pe nume Lydia Frye, născută în 1893. Și ea este inițiată în Frăție și antrenată de bunicii ei. Ea se mărită ulterior cu un Asasin pe nume Sam Crowder, dar își păstrează numele de fată.
După izbucnirea Primului Război Mondial, în 1914, Jacob și Evie sunt trimiși pentru siguranță la țară, în timp ce Lydia rămâne în Londra pentru a se lupta cu spionii germani și teroriștii Templieri.
În 1916, la ordinele lui Winston Churchill, Lydia se infiltrează în Tower Bridge și elimină un Templier german. Ea a căutat ulterior, la cererea lui, restul grupului și pe liderul lor Înțelept, el spunând că această situație este de o importanță națională și nu poate fi comunicată cu guvernul de vreme ce nu are suficiente dovezi. În schimbul serviciilor sale, Churchill i-a promis Lydiei că el va face tot ce poate pentru drepturile femeilor atunci când va intra în parlament după Război.
Ulterior, Lydia cucerește fiecare zonă ocupată de către Templieri, omorând germani și căpitani Templieri, și obligându-l pe Înțelept să iasă din ascunzătoare și să-l omoare.
Iuno apare în fața Lydiei și află în cele din urmă de soarta Înțeleptului, și îi mulțumește inițiatului, după care îi sugerează că ar fi o speranță ca ea și Asasinii să lucreze împreună în viitor.

## Dezvoltare
Assassin's Creed Syndicate este primul joc din ramura principală care nu a fost dezvoltat de Ubisoft Montreal. Pe 2 iulie 2014, Ubisoft a anunțat că filiala din Quebec va fi principalul dezvoltator al acestui joc, din cauza unei "investiții majore" ce s-a realizat pentru acest studio; această filială a asistat și la alte șase jocuri ale seriei, precum și la DLC-urile The Tyranny of King Washington și Freedom Cry. Marc-Alexis Côté va fi directorul principal; el a mai lucrat și la jocurile Brotherhood, Revelations, Assassin's Creed III și Freedom Cry, iar François Pelland se va reîntoarce ca producător, după ce a îndeplinit aceeași funcție și pentru Assassin's Creed III. Lydia Andrew este directorul audio al jocului, rol ce l-a avut și pentru Assassin's Creed III, Black Flag și Unity. Istoricul Jean-Vincent Roy a fost consultantul pentru acest joc, rol ce l-a îndeplinit și pentru Assassin's Creed III. Munca acestuia la Ubisoft a început în mai 2013, iar de atunci a îndeplinit diferite funcții pentru compania franceză.
Inițial, jocul s-a numit Assassin's Creed Victory. Site-ul web Kotaku a fost primul care a distribuit detalii ale jocului, pe 2 decembrie 2014. Aceste detalii conțineau imagini din joc și 7 minute de gameplay. Ubisoft a declarat ceva mai târziu că aceste detalii "nu erau pentru consumul public" și că "suntem nerăbdători să arătăm publicului la ceea ce a lucrat studioul, dar la o dată viitoare". Pe 7 mai 2015, Ubisoft a anunțat oficial că acea ”dată viitoare” va fi 12 mai 2015. Cu toate acesta, informațiile au ajuns din nou la public înainte de data stabilită, fiind distribuite tot de Kotaku, care a anunțat și titlul oficial al jocului, iar pe 11 mai a publicat și numele celor doi protagoniști, Jacob și Evie, împreună cu imagini din joc ale lui Evie. Jocul s-a lansat mondial pe 23 octombrie 2015, pentru platformele PlayStation 4 și Xbox One, și pe 19 noiembrie 2015 pentru Microsoft Windows.
Jucării-replică ale armelor folosite de Jacob și Evie în joc, precum "sabia Cane" și "lama Gauntlet", au fost disponibile publicului pentru achiziționare după lansare. Pe 13 mai 2015, cinci ediții diferite au fost anunțate pentru Europa.
Jocul a primit mai multe DLC-uri. DLC-ul Darwin and Dickens Conspiracy a fost disponibil doar pentru cei care au pre-comandat jocul. Acesta conține trei misiuni ce-i includ pe Charles Darwin și Charles Dickens în joc. Un DLC, numit The Dreadful Crimes, care va fi exclusiv pentru platforma PlayStation 4 până în martie 2016, este disponibil și pentru cei care doresc să-l achiziționeze. Acest DLC îi cere jucătorului să rezolve mai multe cazuri de crimă. Un DLC, intitulat Jack the Ripper, bazându-se pe crimele notorii comise de criminalul în serie în cartierul Whitechapel din Londra, în anul 1888, s-a lansat pe 15 decembrie 2015 pentru console și pe 22 decembrie 2015 pentru Microsoft Windows. The Last Maharaja, ultimul DLC care urmărește obiectivul lui Duleep Singh de a-și revendica moștenirea, a fost lansat pe 1 martie 2016 pentru toate platformele.
| Conținut                               | Ediția Standard (console și PC)    | Ediția "Escrocii" (console și PC)  | Ediția Gold (console și PC) | Ediția Charing Cross (console și PC) | Ediția Big Ben (exclusiv Uplay) (console și PC) |
| -------------------------------------- | ---------------------------------- | ---------------------------------- | --------------------------- | ------------------------------------ | ----------------------------------------------- |
| Jocul                                  | Da                                 | Da                                 | Da                          | Da                                   | Da                                              |
| Pachet exclusiv                        | Da                                 | Da (carcasă neagră)                | Da                          | Da (carcasă Charing Cross)           | Da (carcasă Big Ben și Futurepak)               |
| Conținut digital                       |                                    |                                    |                             |                                      |                                                 |
| Misiunea Darwin and Dickens Conspiracy | Da (doar precomenzi)               | Da                                 | Da                          | Da                                   | Da                                              |
| Misiunea Runaway Train                 | Nu                                 | Da                                 | Da                          | Da                                   | Da                                              |
| Costumul Baker Street                  | Nu                                 | Nu                                 | Da                          | Nu                                   | Nu                                              |
| Season Pass                            | Nu (poate fi achiziționat separat) | Nu (poate fi achiziționat separat) | Da                          | Nu (poate fi achiziționat separat)   | Da                                              |
| Conținut fizic                         |                                    |                                    |                             |                                      |                                                 |
| CD cu coloana sonoră oficială          | Nu                                 | Da                                 | Nu                          | Da                                   | Da                                              |
| Harta Londrei                          | Nu                                 | Da                                 | Nu                          | Da                                   | Da                                              |
| Carte ilustrată                        | Nu                                 | Da                                 | Nu                          | Da                                   | Da                                              |
| Statuetă cu Jacob Frye                 | Nu                                 | Nu                                 | Nu                          | Da (26 cm, pe șinele Charing Cross)  | Da (30 cm, în turnul cu ceas Big Ben)           |
| Ploșcă                                 | Nu                                 | Nu                                 | Nu                          | Nu                                   | Da                                              |
| Litografie numerotată                  | Nu                                 | Nu                                 | Nu                          | Nu                                   | Da                                              |

### Muzica
Coloana sonoră a lui Assassin's Creed Syndicate a fost realizată de compozitorul american Austin Wintory. Versurile pieselor din joc, balade de crimă, au fost compuse de Wintory și o trupă australiană de teatru muzical, Tripod. A fost lansată pentru Amazon MP3 și iTunes pe 23 octombrie 2015.

## Recepție
Assassin's Creed Syndicate a primit, per total, recenzii pozitive. Site-urile web GameRankings și Metacritic i-au acordat versiunii pentru Xbox One un rating de 82.27% (bazat pe 22 de recenzii), și, respectiv, 78/100 (bazat pe 22 de recenzii), versiunii pentru PlayStation 4 un rating de 77.80% (bazat pe 56 de recenzii), și, respectiv, 76/100 (bazat pe 86 de recenzii), iar versiunii pentru Microsoft Windows un rating de 70.20% (bazat pe 5 recenzii) și, respectiv, 74/100 (bazat pe 14 recenzii).
Alexa Corriea de la GameSpot a lăudat fluiditatea noului sistem de luptă al jocului, precum și frumusețea hărții, dar și adăugarea noului lansator de frânghie. Daniel Krupa de la IGN i-a dat jocului un scor de 8.2/10, apreciind designul orașului, cât și povestea dură a jocului, în schimb criticând sistemul de luptă, dar, cu toate acestea, spunând că este mai bun decât cel al lui Unity. Brett Makedonski de la Destructoid i-a acordat jocului o notă de 7.5/10, lăudând personajele și unicitatea misiunilor de asasinare. Cu toate acestea, el a zis și că: "aproape toate greșelile se află în gameplay", criticând mecanicile sistemului de luptă și de condus. În plus, admițând însă că aruncătorul de frânghie a făcut navigarea prin Londra mai ușoară, el "se simte că trișează" și ia din plăcerea seriei de a te urca. Christopher Livingston de la PC Gamer i-a acordat jocului o notă de 66/100. El a lăudat personajele și misiunile principale, notând însă că misiunile secundare au fost repetitive, iar "noutatea se termină cu mult timp înaintea jocului".
În decembrie 2015, Game Informer a clasat jocul pe locul patru în ierarhia seriei Assassin's Creed.

### Vânzări
Assassin's Creed Syndicate a debutat pe locul 1 în clasamentele din Regatul Unit, conform Chart-Track. Cu toate acestea, este al doilea joc din serie cu cele mai puține vânzări, după Assassin's Creed Rogue. Cei de la Ubisoft au declarat că vânzările scăzute din prima săptămână se datorează lansării de anul trecut al lui Assassin's Creed: Unity, acesta având un impact negativ din cauza numeroaselor buguri și erori odată cu lansarea, rezultând recepții mixte și dezamăgind mulți gameri. Cu toate acestea, în a doua săptămână de la lansare, vânzările lui Syndicate au început să crească. Vânzările din a doua săptămână ale lui Syndicate le-au întrecut pe cele ale lui Unity. Jocul a fost al nouălea cel mai bine vândut joc de retail din Regatul Unit.

## Premii
| \| Anul \| Premiul \| Categoria \| Beneficiar \| Rezultat \| Ref. \| \| ----------------------------------------------------- \| ----------------------------------------------------- \| ------------------------------------------------------------- \| -------------------------- \| ------------ \| ---- \| \| 2015 \| The Game Awards 2015 \| Cel mai bun joc de acțiune/aventură \| Assassin's Creed Syndicate \| Nominalizare \| [63] \| \| 2015 \| Premiile GameSpot 2015 \| Jocul anului \| Assassin's Creed Syndicate \| Nominalizare \| [64] \| \| 2016 \| \| \| \| \| \| \| Premiile Game Revolution \| Cel mai bun joc de acțiune aventura \| Assassin's Creed Syndicate \| Nominalizare \| [65] \| \| \| Premiile IGN \| Jocul anului pentru PlayStation 4 \| Assassin's Creed Syndicate \| Nominalizare \| [66] \| \| \| Premiile IGN \| Cel mai bun joc de acțiune/aventură \| Assassin's Creed Syndicate \| Nominalizare \| [66] \| \| \| Premiile IGN \| Cea mai bună muzică \| Assassin's Creed Syndicate \| Nominalizare \| [66] \| \| \| Premiile IGN \| Cele mai bune performanțe \| Assassin's Creed Syndicate \| Nominalizare \| [66] \| \| \| Premiul scriitorilor americani, ediția 68 \| Cel mai bun scenariu \| Marc-Alexis Cote, Hugo Giard, Corey May, Jeffrey Yohalem ș.a. \| Nominalizare \| [67] \| \| \| Premiile D.I.C.E., ediția a 19-a \| Cea mai bună animație de joc \| Assassin's Creed Syndicate \| Nominalizare \| [68] \| \| \| Premiile D.I.C.E., ediția a 19-a \| Cea mai bună animație de joc pentru un personaj \| Evie Frye \| Nominalizare \| [68] \| \| \| Premiile SXSW 2016 \| Cea mai bună animație de joc \| Assassin's Creed Syndicate \| Nominalizare \| [69] \| \| \| Premiile SXSW 2016 \| Cea mai bună artă de joc \| Assassin's Creed Syndicate \| Nominalizare \| [69] \| \| \| Premiile NAVGTR, ediția a 15-a \| Cea mai bună animație de joc și performanță artistică \| Assassin's Creed Syndicate \| Nominalizare \| [70] \| \| \| Premiile NAVGTR, ediția a 15-a \| Cea mai bună artă de joc \| Assassin's Creed Syndicate \| Nominalizare \| [70] \| \| \| Premiile NAVGTR, ediția a 15-a \| Cel mai bun design de personaj \| Assassin's Creed Syndicate \| Nominalizare \| [70] \| \| \| Premiile NAVGTR, ediția a 15-a \| Cele mai bune costume \| Assassin's Creed Syndicate \| Nominalizare \| [70] \| \| \| Premiile NAVGTR, ediția a 15-a \| Cel mai bun design \| Assassin's Creed Syndicate \| Nominalizare \| [70] \| \| \| Premiile NAVGTR, ediția a 15-a \| Cea mai bună grafică \| Assassin's Creed Syndicate \| Nominalizare \| [70] \| \| \| Premiile NAVGTR, ediția a 15-a \| Cea mai bună editare de sunet \| Assassin's Creed Syndicate \| Nominalizare \| [70] \| \| \| Premiile Academiei Britanice de Jocuri, ediția a 12-a \| Realizare artistică \| Assassin's Creed Syndicate \| Nominalizare \| [71] \| \| \| Premiile Academiei Britanice de Jocuri, ediția a 12-a \| Realizare audio \| Assassin's Creed Syndicate \| Nominalizare \| [71] \| \| \| Premiile Academiei Britanice de Jocuri, ediția a 12-a \| Cea mai bună coloană sonoră \| Assassin's Creed Syndicate \| Nominalizare \| [71] \| \| |                                                       |                                                               |                            |              |        |
| Anul | Premiul                                               | Categoria                                                     | Beneficiar                 | Rezultat     | Ref.   |
| 2015 | The Game Awards 2015                                  | Cel mai bun joc de acțiune/aventură                           | Assassin's Creed Syndicate | Nominalizare | [ 63 ] |
| 2015 | Premiile GameSpot 2015                                | Jocul anului                                                  | Assassin's Creed Syndicate | Nominalizare | [ 64 ] |
| 2016 |                                                       |                                                               |                            |              |        |
| Premiile Game Revolution | Cel mai bun joc de acțiune aventura                   | Assassin's Creed Syndicate                                    | Nominalizare               | [ 65 ]       |        |
| Premiile IGN | Jocul anului pentru PlayStation 4                     | Assassin's Creed Syndicate                                    | Nominalizare               | [ 66 ]       |        |
| Premiile IGN | Cel mai bun joc de acțiune/aventură                   | Assassin's Creed Syndicate                                    | Nominalizare               | [ 66 ]       |        |
| Premiile IGN | Cea mai bună muzică                                   | Assassin's Creed Syndicate                                    | Nominalizare               | [ 66 ]       |        |
| Premiile IGN | Cele mai bune performanțe                             | Assassin's Creed Syndicate                                    | Nominalizare               | [ 66 ]       |        |
| Premiul scriitorilor americani, ediția 68 | Cel mai bun scenariu                                  | Marc-Alexis Cote, Hugo Giard, Corey May, Jeffrey Yohalem ș.a. | Nominalizare               | [ 67 ]       |        |
| Premiile D.I.C.E., ediția a 19-a | Cea mai bună animație de joc                          | Assassin's Creed Syndicate                                    | Nominalizare               | [ 68 ]       |        |
| Premiile D.I.C.E., ediția a 19-a | Cea mai bună animație de joc pentru un personaj       | Evie Frye                                                     | Nominalizare               | [ 68 ]       |        |
| Premiile SXSW 2016 | Cea mai bună animație de joc                          | Assassin's Creed Syndicate                                    | Nominalizare               | [ 69 ]       |        |
| Premiile SXSW 2016 | Cea mai bună artă de joc                              | Assassin's Creed Syndicate                                    | Nominalizare               | [ 69 ]       |        |
| Premiile NAVGTR, ediția a 15-a | Cea mai bună animație de joc și performanță artistică | Assassin's Creed Syndicate                                    | Nominalizare               | [ 70 ]       |        |
| Premiile NAVGTR, ediția a 15-a | Cea mai bună artă de joc                              | Assassin's Creed Syndicate                                    | Nominalizare               | [ 70 ]       |        |
| Premiile NAVGTR, ediția a 15-a | Cel mai bun design de personaj                        | Assassin's Creed Syndicate                                    | Nominalizare               | [ 70 ]       |        |
| Premiile NAVGTR, ediția a 15-a | Cele mai bune costume                                 | Assassin's Creed Syndicate                                    | Nominalizare               | [ 70 ]       |        |
| Premiile NAVGTR, ediția a 15-a | Cel mai bun design                                    | Assassin's Creed Syndicate                                    | Nominalizare               | [ 70 ]       |        |
| Premiile NAVGTR, ediția a 15-a | Cea mai bună grafică                                  | Assassin's Creed Syndicate                                    | Nominalizare               | [ 70 ]       |        |
| Premiile NAVGTR, ediția a 15-a | Cea mai bună editare de sunet                         | Assassin's Creed Syndicate                                    | Nominalizare               | [ 70 ]       |        |
| Premiile Academiei Britanice de Jocuri, ediția a 12-a | Realizare artistică                                   | Assassin's Creed Syndicate                                    | Nominalizare               | [ 71 ]       |        |
| Premiile Academiei Britanice de Jocuri, ediția a 12-a | Realizare audio                                       | Assassin's Creed Syndicate                                    | Nominalizare               | [ 71 ]       |        |
| Premiile Academiei Britanice de Jocuri, ediția a 12-a | Cea mai bună coloană sonoră                           | Assassin's Creed Syndicate                                    | Nominalizare               | [ 71 ]       |        |